# Lichomolgella isseli
Lichomolgella isseli is een eenoogkreeftjessoort uit de familie van de Lichomolgidae. De wetenschappelijke naam van de soort is voor het eerst geldig gepubliceerd in 1952 door Gallingani.